# 6. Feldartillerie-Brigade (Deutsches Kaiserreich)
Die 6. Feldartillerie-Brigade war ein Großverband der Preußischen Armee.

## Geschichte
Die 6. Feldartillerie-Brigade hatte ihren Ursprung in der 3. Feldartillerie-Brigade, die am 16. Juni 1864 durch Trennung der Feldartillerie von der Festungsartillerie in Berlin gebildet wurde. Mit der Auflösung der Feldartillerie-Inspektionen (AKO-Erlass vom 14. März 1889) wurden die Feldartillerie-Brigaden direkt dem Armee-Korps unterstellt und so wurde sie zum 1. Oktober 1899 in 6. Feldartillerie-Brigade umbenannt und hatte ihren Standort in Brandenburg/Havel.
Am 16. Februar 1917 wurde sie zum Artillerie-Kommandeur 6 umfunktioniert, dem damit die taktische Führung der gesamten Feld- und schweren Artillerie oblag.
Die Brigade war von 1899 an Teil der 6. Division (Standort Brandenburg), die dem III. Armee-Korps in Berlin zugeordnet war.
Vom 11. Mai 1917 bis zum 19. November 1917 gehörte sie zur 54. Infanterie-Division. 

### Gliederung
- 1864 bis 1872

Brandenburgisches Feldartillerie-Regiment Nr. 3 und Brandenburgisches Festungsartillerie-Regiment Nr. 3
- 1872 bis 1874

Brandenburgisches Feldartillerie-Regiment Nr. 3 (General-Feldzeugmeister) Korps-Artillerie und Brandenburgisches Feldartillerie-Regiment Nr. 3 (General-Feldzeugmeister) Divisions-Artillerie
- 1874 bis 1890

1. Brandenburgische Feldartillerie-Regiment Nr. 3 (General-Feldzeugmeister)
2. Brandenburgische Feldartillerie-Regiment Nr. 18 (General-Feldzeugmeister)
- 1891 bis 1899

Wie vor, zusätzlich Brandenburgisches Train-Bataillon Nr. 3
- 1899 bis 1914

Feldartillerie-Regiment General-Feldzeugmeister (1. Brandenburgisches) Nr. 3 und Kurmärkisches Feldartillerie-Regiment Nr. 39
- Kriegsgliederung bei Mobilmachung 1914

Wie vor
- Kriegsgliederung am 26. Mai 1918

Feldartillerie-Regiment „General-Feldzeugmeister“ (1. Brandenburgisches) Nr. 3
I. Abteilung Fußartillerie-Regiment „General-Feldzeugmeister“ (Brandenburgisches) Nr. 3
Vom 11. Mai 1917 bis zum 19. November 1917 war der Brigade das Feldartillerie-Regiment Nr. 108 untergeordnet. 

### Deutsch-Französischer Krieg 1870/1871
Im Deutsch-Französischen Krieg stand die Brigade unter Führung des Generals Hans von Bülow und kam in den Schlachten bei Spichern, Mars-la-Tour, Gravelotte, Noisseville, Beaune-la-Rolande, Orléans und Le Mans zum Einsatz.

### Erster Weltkrieg
Mit Kriegsbeginn kämpfte die Brigade unter dem Kommando des Generals Alfred von Kleist bis August 1915 an der Westfront und war dann wechselweise an der Ostfront und im Westen eingesetzt, wo sie bei Kriegsende das des besetzte Gebiet räumte und in die Heimatgarnison zurückkehrte. 
Zu den Kampfhandlungen, Gefechten und Schlachten siehe Kampfgeschehen der 6. Division.

### Brigadekommandeure
| Name                           | Datum                                                   |
| ------------------------------ | ------------------------------------------------------- |
| 3. Feldartillerie-Brigade      |                                                         |
| Louis von Colomier             | 25. Juni 1864 bis 25. August 1864                       |
| Christian Friedrich Minameyer  | 26. August 1864 bis 13. Januar 1868                     |
| Hans von Bülow                 | 14. Januar 1868 bis 20. September 1871                  |
| Gustav Karl Wilhelm Weigelt    | 21. September 1871 bis 8. Juni 1874                     |
| Karl von Stumpff               | 9. Juni 1874 bis 30. Mai 1881                           |
| Otto von Fassong               | 31. Mai 1881 bis 3. August 1888                         |
| Karl Freiherr von Watter       | 4. Augu 1888 bis 17. November 1890                      |
| Gustav von Gustke              | 18. November 1890 bis 16. März 1894                     |
| Louis Hahn                     | 17. März 1894 bis 20. März 1898                         |
| Rudolf von Körber              | 21. März 1898 bis 1. Oktober 1899                       |
| 6. Feldartillerie-Brigade      |                                                         |
| Rudolf von Körber              | 1. Oktober 1899 bis 18. September 1901                  |
| Maximilian Rüder               | 19. September 1901 bis 16. Mai 1904                     |
| Stephan von Nieber             | 17. Mai 1904 bis 12. Februar 1906                       |
| Rudolf Deinhard                | 13. Februar 1906 bis 18. Juni 1909                      |
| Wilhelm Sack                   | 19. Juni 1909 bis 17. April 1913                        |
| Alfred von Kleist              | 18. April 1913 bis 26. März 1915                        |
| Otto Krahmer                   | 27. März 1915 bis 6. Mai 1917                           |
| Wilhelm Karl August Mummenhoff | 7. Mai 1917 bis Kriegsende                              |
| Otto von Rosenberg             | 8. Januar 1919 bis 30. September 1919 (Demobilisierung) |